# Baron Craigmyle
Baron Craigmyle, of Craigmyle in the County of Aberdeen, ist ein erblicher britischer Adelstitel in der Peerage of the United Kingdom.

## Verleihung
Der Titel wurde am 7. Mai 1929 für Thomas Shaw, Baron Shaw geschaffen. Dieser war als Lordrichter bereits 1909 gemäß dem Appellate Jurisdiction Act 1876 mit dem Titel Baron Shaw, of Dunfermline in the County of Fife, zum Life Peer erhoben worden.
Aktueller Titelinhaber ist dessen Urenkel Thomas Shaw als 4. Baron.

## Liste der Barone Craigmyle (1929)
- Thomas Shaw, 1. Baron Craigmyle (1850–1937)
- Alexander Shaw, 2. Baron Craigmyle (1883–1944)
- Thomas Shaw, 3. Baron Craigmyle (1923–1998)
- Thomas Shaw, 4. Baron Craigmyle (* 1960)

Titelerbe (Heir apparent) ist der älteste Sohn des aktuellen Titelinhabers Hon. Alexander Shaw (* 1988).